# يانغ مو
يانغ مو (بالصينية: 杨沫) (ولدت: 25 أغسطس 1914-11 ديسمبر 1995)؛ روائية صينية. واسمها الأصلي يانغ تشينغي (بالصينية: 杨成业)، كانت توقع مؤلفاتها باسم يانغ جون مو (بالصينية: 杨君默)، تٌعد راويتها أنشودة الشباب من الأعمال التي تجسد الروايات الطويلة في الأدب الصيني.

## السيرة الذاتية
على الرغم من أن أجداد يانغ مو من مقاطعة خونان مدينة شيان يين، إلا أنها وُلدت في بكين لعائلة تدهور بها الحال، و ترنحت مكانتها الاجتماعية، كان لديها أخ و أختان، إحدى أخواتها هي النجمة الشهيرة يانغ تشانغ فان المعروفة ب باي يانغ. تمتعت يانغ مو بشخصية متمردة. التحقت بمدرسة بكين الإعدادية للبنات عام 1928، لكن بسبب ظروف عائلتها المادية تركت المدرسة. تركهم والدهم، فتزوجت والدتها من جندي  من أجل محاولة إيجاد حل لأزمتهم المادية، و من أجل إبداء يانغ مو اعترضها على هذا الزواج، عقب تخرجها من المدرسة الإعدادية تركت المنزل.  ساعدها جانغ تشونغ شانغ في إيجاد عمل، وهو العمل بالتدريس في مدرسة ابتدائية، ثم بعد ذلك تجاذبا أطراف الحديث تدريجياً حتى انتقل للعيش معها، ونشأت بينهم علاقة كانت ثمرتها إنجاب ولد وبنت.
بدأت بكتابة أعمالها الأدبية عام 1934، وأغلبها أعمال نثرية وروايات قصيرة تعكس الحرب التي كانت موجودة آنذاك.  حدثت خلافات عائلية بينها وبين جانغ تشونغ شانغ، وتفرقا بسبب عدة خلافات سياسية، ثم انفصلا بعد خمس سنوات، وبعدها تزوجت من عضو الحزب الشيوعي الصيني ما جيان مين وانجبت منه ثلاثة أبناء، تولى قيادة الحزب الشيوعي الصيني، دعاها لأن تنضم خِلسة ل الحزب الشيوعي الصيني، لكن بسبب الضغط الكبير من الثورة الثقافية، ومن أجل تخفيف هذا العبء، اعترفت يانغ مو أنها ستنضم مرة أخرى للحزب عام 1938.
بعد اندلاع الحرب، شاركت يانغ مو في حرب العصابات الخاصة ب قادة الحزب الشيوعي الصيني، وقامت بدروها كأنثى و كانت أيضاً تعلن عن العمل، فكانت تعيش وتموت أكثر من مرة، بدءاً من عام 1943 رئست تحرير العديد من الجرائد مثل :( صحيفة الفجر، صحيفة جين تشا جي ديلي اليومية)، تولت أيضاً نائب رئيس تحرير لملحقات أخرى تابعة للجريدة.
بعد تأسيس جمهورية الصين العشبية، انتقلت للعمل في بكين، وبعدها مرضت، ولم تقوى على العملن فبدأت في كتابة روايتها أنشودة الشباب عام 1951، انتهت من كتابة الجزء الأول منها قر آواخر شهر نيسان عام 1955، سُميت الرواية في الأصل ب «حرق الهشيم» تم بعد ذلك سُميت ب أنشودة الشباب. في أوائل عام 1958 قامت دار نشر الكتاب بنشر هذا الكتاب. وفي نفس الوقت، قامت جريدة بكين اليومية، بجحت الرواية بشكل كبير، وأثرت على جيل من الكتاب المعروفين.
أصبحت فيلماً يحمل نفس الاسم، و أصبح أحد الأعمال الأدبية الهامة، و  كاتبة سيناريو قي مجموعة شركات الأفلام السينيمائية الصينية، ونائب رئيس منتدى الكتاب ببكين.  شغلت منصب عضو المجلس التنفيذي للكتاب بالصين، وكانت من أعضاء الدورة الخامسة للجنة الدائمة للمجلس الوطني، و الدروة الخامسة والسادسة والسابعة للمجلس الوطنى بالصين. عضو منتدى الكتاب الصينين في دورته الرابعة.
منذ عام 1981 حتى قبيل وفاتها رئست اتحاد الأدب ببكين.
حدثت العديد من الخلافات الزوجية بين يانغ مو و زوجها، حتى انفصلوا أثناء الثورة الثقافية، هُجمت روايتها أنشودة الشباب أثناء الثورة الثقافية، وقيل أنها رواية ذات فكر بورجوازي.
أقامت علاقة غير رسمية مع السكرتير الخاص بها عدة أعوام، تزوجت من كيميائي، وتركت السكيرتير.
توفقت بعد زواجها ب ستة أعوامن أعطت جزء كبير من ثروتها للمؤسسات الأدبية. بالإضافة إلى التبرعات اللتي قام بها زوجها الأخير لها.

## الأبناء
أنجبت يانغ مو ابن يُدعى ما بوا، فهو كاتب أيضاً، واسمه الأدبي العفريت الكبير.
تزوجت ابنتها من مغني مشهور يُسمى ليو بينغ يي وعاشا سوياً، وعندما حلمت، قٌتلت مسمومة، لا أحد يعرفمن الذي قتلها، لكنها ثقف بأن زوجها ليو هو من قام بفعل هذا، كانت تعض  على أنلامها من الندم حينها، لأنها لم تستغل نفوذها في الإمساك به.
اتهمها أولادها بأنها أهملت أسرتها، لكنهم تجمعوا سوياً بعدها بكثير.